# Веклич Максим Федорович
Веклич Максим Федорович (23 лютого 1924 — 21 лютого 2001) — український географ, геолог. Доктор геолого-мінералогічних наук (1962), професор (1974). Лауреат Державної премії УРСР у галузі науки і техніки (1975), Заслужений діяч науки і техніки УРСР (1984).

## Біографія
Народився 23 лютого 1924 року в селі Мала Нехвороща. Учасник другої світової війни.
Закінчив Київський державний університет ім. Т. Г. Шевченка 1950 року.
Канд. геол.-мін. наук (1953), ст. н.с. (1955), доктор геол.-мін. наук (1962). Вивчав проблеми геоморфології, палеогеографії, геології і стратиграфії, зокрема мезозою і кайнозою.
Заступник директора Інституту геологічних наук АН УРСР. З 1961 по 1990 р. очолював відділ, професор (1974), лауреат Державної премії УРСР в галузі науки і техніки (1975), Заслужений діяч науки і техніки УРСР (1984).
Ініціатор і організатор створення в Інституті геологічних наук АН УРСР у 1961 р. під його керівництвом відділу фізичної географії та картографії, на базі якого у 1964 р. сформованио Сектор географії. З 1967 р. відділ має сучасну назву — палеогеографії.
Протягом 30 років очолював відділ його фундатор — д.геол.-мін.н. М. Ф. Веклич (1961—1990 рр.), При відділі у 80-х роках була створена госпрахункова палеогеографічна партія Дослідного підприємства Інституту геологічних наук АН УРСР. Очолював цей підрозділ Б. Д. Возгрин.

## Наукова діяльність
Праці з питань палеогеографії мезозою і кайнозою, стратиграфії, палеогеоморфології, палеокліматології і палеопедології.
Вийшли друком книжки:
- Четвертинні відклади правобережжя середнього Дніпра (1958)
- Палеоморфология области Украинского щита: (мезозой и кайнозой) / АН УССР, Сектор географии (1966)
- Стратиграфия лесовой формации Украины и соседних стран / [АН УССР], Ин-т геол. наук (1968)
- Плиоцен и плейстоцен левобережья Нижнего Днепра и Равнинного Крыма /М. Ф. Веклич, Н. А. Сиренко.[Монография]Киев: Наукова думка,1976.— 186 с. :ил.
- Методика палеопедологических исследований / М. Ф. Веклич, Ж. Н. Матвиишина, В. В. Медведев и др. ; [отв. ред. М. Ф. Веклич, Г. И. Молявко] К. : Наук. думка, 1979
- Палеоэтапность и стратотипы почвенных формаций верхнего кайнозоя.— К.: Наук. думка, 1982.—

201, [6] с.
- Палеогеографические этапы и детальное стратиграфическое расчленение плейстоцена Украины: методические разработки / Акад. наук Укр. ССР, Отд-ние географии Ин-та геофизики им. С. И. Субботина; сост.: М. Ф. Веклич [и др.]; отв. ред. М. Ф. Веклич, 1984
- Проблемы палеоклиматологии АН УССР, Отд-ние географии Института геофизики им. С. И. Субботина.—К.: Наук. думка, 1987.— 187,[2] с., [1] л. табл.
- Комплексный палеогеографический метод и рекомендации по составлению литолого-фациальных и палеогеографических карт М. Ф. Веклич; АН УССР, Отд-ние географии Института геофизики им. С. И. Субботина.— К.: Наук. думка, 1989.— 77,[2] с.
- Основы палеоландшафтоведения М. Ф. Веклич; АН УССР, Институт геофизики им. С. И. Субботина, Отд-ние географии.— К.: Наук. думка, 1990.— 189,[2] с.

## Відзнаки
Лауреат Державної премії УРСР у галузі науки і техніки (1975), Заслужений діяч науки і техніки УРСР (1984)